# Hope Grant

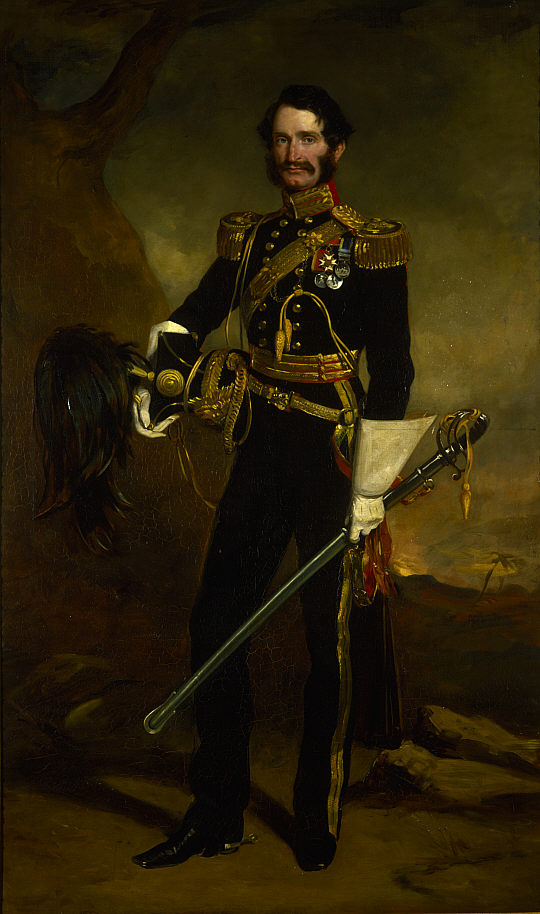
Hope Grant als Lieutenant-Colonel der 9th Lancers (Gemälde seines Bruders Francis Grant, 1853)

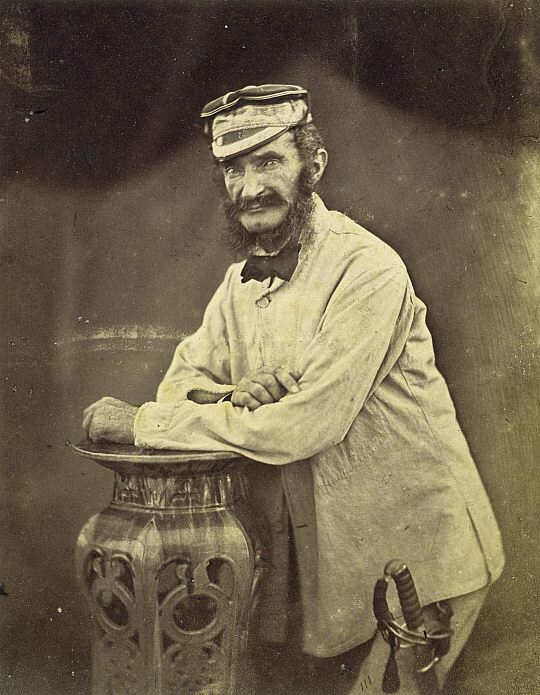
Sir Hope Grant, 1860
(Foto: Felice Beato)

Sir James Hope Grant GCB (* 22. Juli 1808; † 7. März 1875 in London) war ein britischer General und kämpfte in verschiedenen britischen Kolonialkriegen, u. a. im Ersten Sikh-Krieg, im Sepoy-Aufstand und im Zweiten Opiumkrieg.

## Leben

### Familiäre Herkunft und erste Verwendungen
Grant entstammt einer schottischen Gentry-Familie. Sein Bruder war der Maler Sir Francis Grant, Mitglied der Royal Academy of Arts. Hope Grant trat 1826 als Cornet des 9th Regiment of (Light) Dragoons (Lancers) (1903 zu 9th Queen’s Royal Lancers umbenannt) in die britische Armee ein. Er diente zwischen 1840 und 1842 unter George Elliot und Hugh Gough im Ersten Opiumkrieg. 

### Einsätze in Indien
Nachdem Grant zum Major befördert worden war, erfolgte seine Versetzung nach Indien. Er nahm 1845/46 am Ersten Sikh-Krieg teil und kämpfte in der Schlacht von Sobraon (10. Februar 1846) mit großer Auszeichnung gegen die Sikhs. 1848/49 nahm Grant als Kommandeur der 9th Queen’s Royal Lancers am Panjab-Feldzug teil, zeichnete sich in der Schlacht bei Chillianwallah erneut aus und wurde 1849 zum Lieutenant-Colonel und 1854 zum Brevet-Colonel befördert.
An der Niederschlagung des Sepoy-Aufstandes hatte er als Kommandeur der Kavalleriedivision wesentlichen Anteil. An der Spitze eines fliegenden Korps schlug er, zum Brigadier-General befördert, die Rebellen am 10. Dezember 1857 am Dschamna. In Anerkennung seiner Leistungen wurde er am 21. Januar 1858 als Knight Commander des Order of the Bath geadelt. Am 21. Februar 1858 erstürmte er die Festung Mingundsch. Am 23. März vernichtete er die Truppen des Radscha Dschadschal-Singh bei Kari und erstritt am 13. Juni einen glänzenden Sieg nahe Nawabgandsch bei Lucknow (Lakhnau). Daraufhin konnte er am 29. Juni Faisabad besetzen. Mit der Vorhut Colin Campbells überschritt er am 25. November 1858 die Gagra und trieb die Reste der Aufständischen über die Grenze von Nepal.  Für die Rückeroberung von Lucknow wurde er zum Major-General befördert.

### Zweiter Opiumkrieg
1860 führte er, mit dem lokalen Rang eines Lieutenant-General, 11.000 Mann britischer und indischer Truppen in der britisch-französischen Expedition im Zweiten Opiumkrieg nach China. Am 1. August landete die Truppe in der Nähe von Pei Tang und eroberte am 21. August die Taku-Forts, die die Flussmündung nach Peking sicherten. Am 22. August erreichte sie Peking, besetzte am 25. August Tien-tsin und schlug am 18. September das chinesische Heer bei Tschang-kia-wan und noch einmal am 21. September bei Pa-li-kiau. Nach seinem siegreichen Einrücken in Peking am 13. Oktober wurde James Hope Grant zum regulären Lieutenant-General befördert und am 9. November 1860 zum Knight Grand Cross des Order of the Bath erhoben. Grant erhielt daraufhin den Dank beider Häuser des britischen Parlaments.
1861 wurde Grant zum Oberbefehlshaber der Madras Army, dem Heer der Präsidentschaft Madras, ernannt. 

### Generalquartiermeister und Befehlshaber Aldershot
1865 kehrte Grant nach England zurück, um das Amt des Generalquartiermeisters der britischen Armee von Richard Airey zu übernehmen. Zudem war er ab 1865 Colonel of the Regiment der 9th Queen’s Royal Lancers. 
1870 wurde Grant Befehlshaber der Garnison Aldershot, dem größten Standort der britischen Armee. In Aldershot hatte er wesentlichen Anteil an der Modernisierung des britischen Ausbildungssystems nach den Erkenntnissen des Deutsch-Französischen Krieges. 1872 wurde er zum General befördert.